# Tidarren afrum
Tidarren afrum är en spindelart som beskrevs av Knoflach och van Harten 2006. Tidarren afrum ingår i släktet Tidarren och familjen klotspindlar. Inga underarter finns listade i Catalogue of Life.